# Rochester (Kent)
Rochester és un municipi del Regne Unit, situat al comtat de Kent, a Anglaterra. Des del 1974 pertany a la divisió administrativa del Medway, que aplega poblacions de la vora del riu homònim sota una mateixa autoritat unitària i, des d'aquell any va perdre l'estatus de ciutat (city), que des d'antic havia tingut. Rochester és conegut per la seva catedral i el seu castell. Aquest últim, el 1215, quan estava ocupat per barons rebel·lats pels acords de pau assolits pel rei Joan sense Terra amb França, va ser assetjat durant prop de 2 mesos pel mateix rei. El setge es va aixecar quan els defensors van morir d'inanició.

## Història

### Toponímia
El topònim de Rochester és una barreja del nom celta antic i del llatí emprat pels romans, el seu significat ha estat qüestió de debat durant molt temps. El nom romà Durobrivae o Durobrivis, es pot traduir com «bastió en el pont» o «plaça forta a la vora dels ponts». També era conegut com a Durobrovum i Durobrivis, que podria ser una llatinització de la paraula en brità Dourbruf, que significa «torrent, riu». Amb el temps, Durobrivis es va acabar pronunciant Robrivis i després se li va afegir la paraula castrum, per indicar que va ser la seu d'un campament romà; de la unió d'aquests dos termes va sorgir la paraula Rochester, que també s'ha trobat escrita amb les formes Hrofescester (811) i Rovescester (1086).

### Etapa preromana
- Prehistòria: Existeixen evidències d'almenys un assentament neolític trobat el 1961 per R.E. Chaplin sota dels nivells romans de la ciutat.[4]
- Celta: Rochester va ser un dels dos oppida de la tribu del cantiaci (l'altre és la capital, Cantiacorum, avui en dia Canterbury). Era el centre oest administratiu del regne celta de Kent.[5]

### Etapa romana
- 43 aC: els romans van arribar i van anomenar l'assentament Durobrivae després que fos conquerit per Aule Plauci. L'estrat arqueològic de la colònia romana posterior està sota l'actual carrer major i el carrer Northgate i s'estén fins al turó Boley.[4]
- Al voltant de la dècada dels 90 del segle ii: els romans construeixen murs de proteccions amuntegant terra, en punts claus per al domini del territori.[6]
- Entorn de l'any 220: aquestes van ser substituïdes per altres fetes en pedra, que encara es conserven.[6]
- 427: els romans van decidir abandonar el que per a ells va ser la província de Britannia.

### Etapa medieval

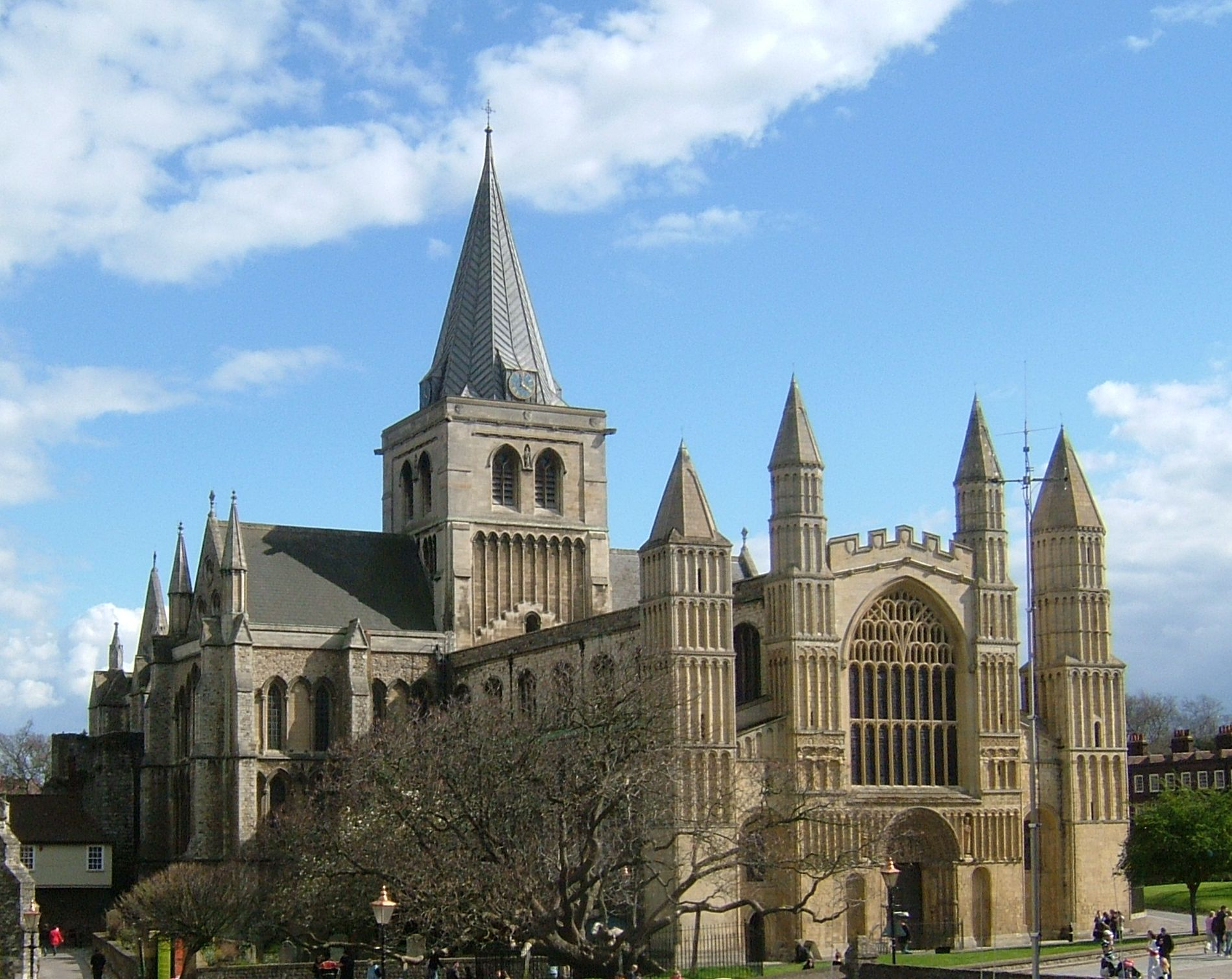
Catedral de Rochester

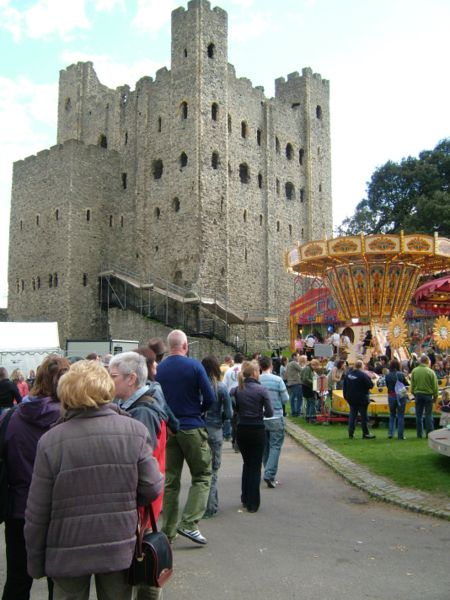
Castell de Rochester, construït per ordre d'Odó de Bayeux.

Amb l'arribada dels juts i dels saxons es va crear un nou regne i Rochester va ser la capital d'un lathe anomenat Cesterwara. Al segle vi, per ordre del rei Etelbert es va escriure el Textus Roffensis (llibre de Rochester), un codi per a determinar els càstigs per l'incompliment de la llei en el Regne de Kent. L'any 604 el bisbe Agustí de Canterbury va enviar un monjo anomenat Just per a fundar una catedral a Rochester, que va dedicar a l'apòstol sant Andreu.
En l'època que els diferents regnes d'Anglaterra eren rivals, Æthelred de Mèrcia va destruir la ciutat de Rochester, l'any 676. Els danys van ser tan grans i el territori va quedar tan empobrit que el bisbe va decidir marxar. El rei Offa va donar terres per incentivar la reconstrucció i la repoblació. L'any 842 Rochester va patir l'atac dels invasors danesos i va tornar a ser saquejada dos anys després. Durant el regnat d'Alfred el Gran la ciutat va adquirir el dret a encunyar moneda.
Després de la conquesta normanda, Odó de Bayeux va ser nomenat comte de Kent, es va fer construir un castell i es va apropiar d'unes terres que eren del bisbat a Rochester, que van ser recuperades en el judici de Penenden Heath. Amb les rendes obtingudes de les terres recuperades, el bisbe Gundulf va refer la catedral que estava en ruïna. Anys més tard el comte Odó es va implicar en una revolta Guillem el Roig, cosa que va portar la revenja contra la ciutat de Rochester, assetjada el maig del 1088. L'any 1215 el senescal del castell de Rochester era Reginald de Conhill, el qual va canviar de bàndol durant la revolta dels barons que va portar a la redacció de la Carta Magna i el rei el va titllar de traïdor.
Durant la guerra civil del 1264, el senescal Roger de Leybourne, es va posar a favor d'Enric III i Simon de Montfort va atacar la ciutat. El 1381 durant la revolta dels camperols, un grup de pagesos va prendre el castell. El 1392 es va construir un pont de pedra per a substituir l'anterior de fusta, que va durar fins al segle xix. L'any 1461 el rei Eduard IV va concedir a Rochester una carta de llibertats i l'estatus de ciutat (city), en reconeixement de la fidelitat envers la corona.

### Època moderna
Durant el període de conflictes religiosos, Rochester va tenir màrtirs en ambdós bàndols. El bisbe John Fisher va ser executat per negar-se a acceptar el divorci d'Enric VIII. El bisbe Nicholas Ridley va ser executat per anar contra la fe de la reina Maria I. Un tal John Roose va ser acusat de posar veí a l'olla dels pobres i a ell el van condemnar a morir bullit. Va ser una època de càstigs exemplars: el 1579 en el testament d'un home ric anomenat Richard Watts, es manava construir una casa de caritat amb capacitat per acollir fins a sis viatgers pobres i malalts. El 1940 va tancar i es va reconvertir en un orfenat.
En la segona part de la guerra civil anglesa (1648–1649) Rochester es va declarar a favor del rei i va ser fortament atacada per les tropes de Thomas Fairfax. A causa de la segona guerra Anglo-Holandesa, el juny el 1667 els holandesos van pujar pel riu i van atacar a l'alçada del pont de Rochester. Uns 30 anys després de la restauració monàrquica al país, el rei Jaume II d'Anglaterra i VII d'Escòcia va passar la darrera nit com a rei en una casa del carrer High Street, que des de llavors s'anomena Abdication House.
Sir Cloudesly Shovell va ser un benefactor per la ciutat que, amb els seus diners va crear l'escola per a matemàtics i navegants (1701).
Durant la primera guerra mundial l'empresa Short Brothers es va instal·lar en uns terrenys a prop del castell i hi van fabricar avions i el primer torpede, que van anomenar Short Admiralty Type 184.

## Geografia

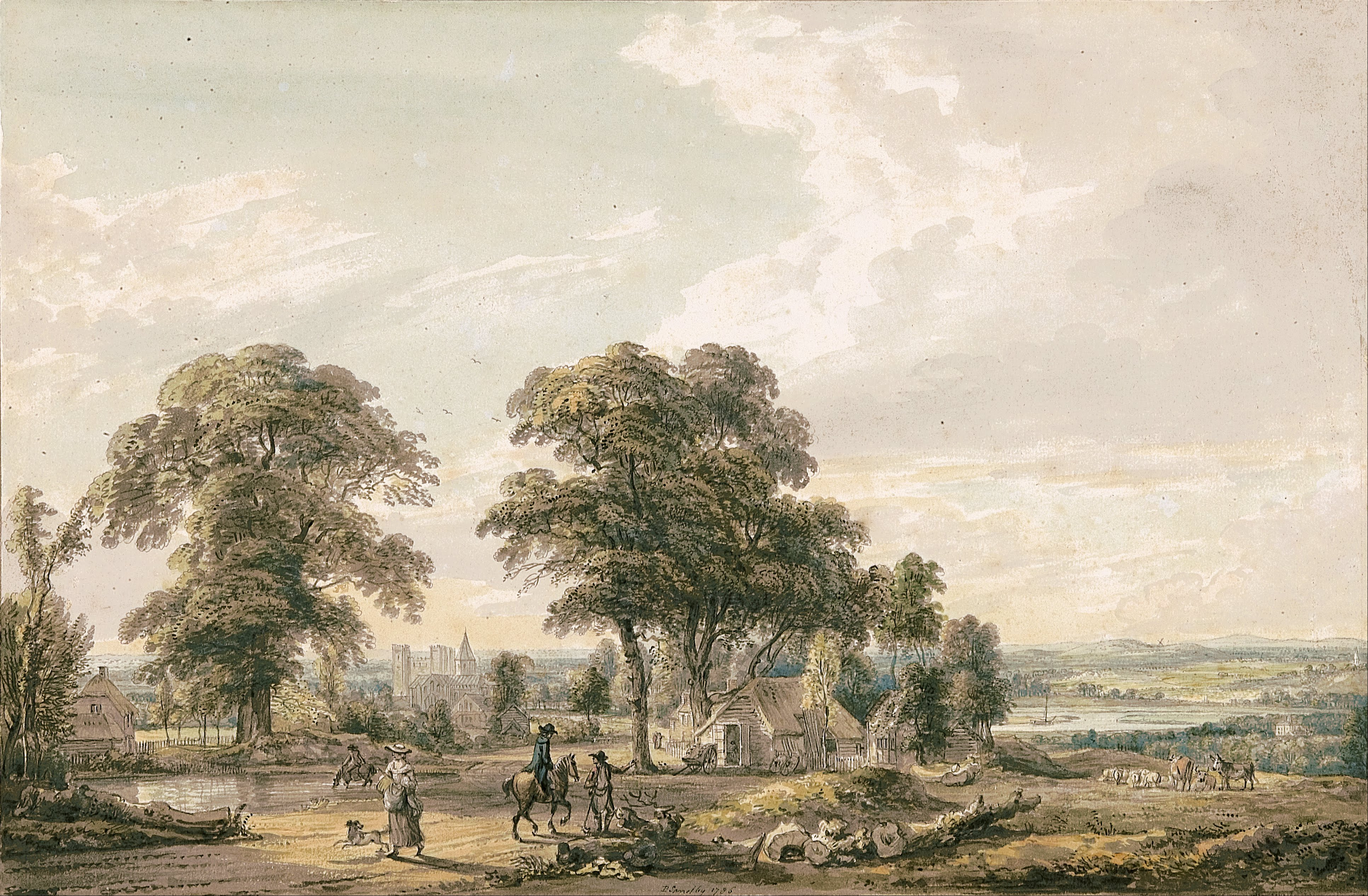
Rochester en una pintura del 1730.

Rochester està situada dins del que els geòlegs anomenen la conca de Londres. La península de Hoo, al nord de la ciutat, està formada per llims de Londres, un tipus d'argila procedent del material que el riu Tàmesi arrossega i diposita a prop de la confluència amb el riu Medway. El terreny va guanyat alçada així com s'allunya del riu i s'aproxima als North Downs, un seguit de turons fets de creta, a la part baixa dels quals hi ha cúmuls de reble.
El primer assentament humà es va fer escollint el punt més apte per travessar el Medway.

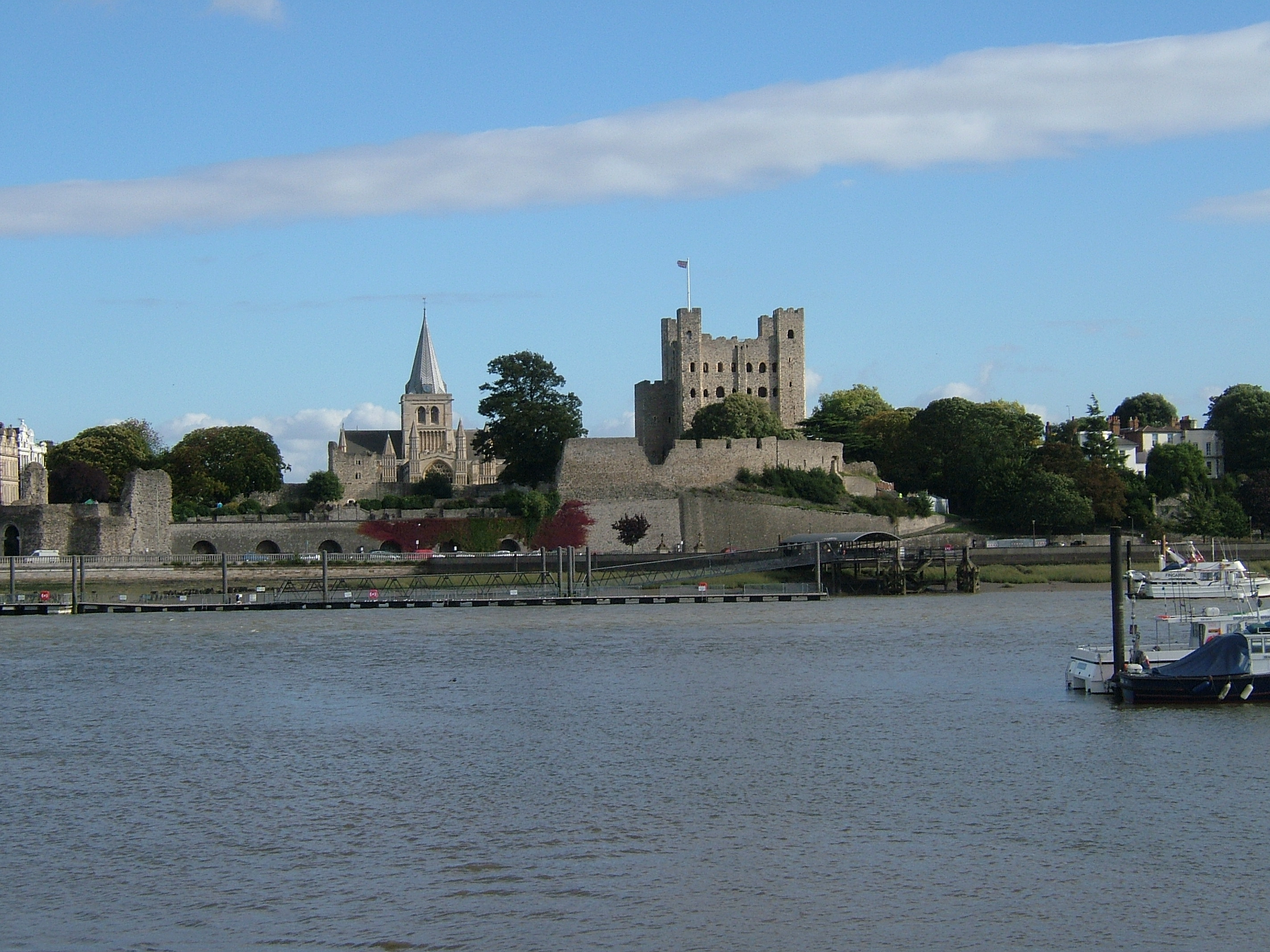
El riu Medway amb vistes al castell i la catedral.

La ciutat és una cruïlla entre dues rutes, la que uneix Londres amb el continent, i la nord-sud que seguint el riu Medway enllaça amb Maidstone i l'interior de Kent. Els maresmes del Tàmesi, situats a prop de la confluència amb el Medway, han estat aprofitades des de l'antiguitat com a salines. Les carreteres de Rochester segueixen les valls del nord del comtat o les carenes dels turons a prop de la mar del Nord. Hi ha dues maneres de sortir de la ciutat per carretera: al sud per Star Hill, passant per les lleteries The Delce, agafant la carretera de Maidstone, o cap al nord-oest en direcció al poble de Borstal. Rochester està enllaçada mitjançant el riu amb les anomenades ciutats del Medway, però esta separada de la veïna Maidstone pels turons dels Downs, on hi ha una àrea declarada d'especial bellesa natural.
Normalment quan es parla de Rochester es fa referència a l'àrea que tradicionalment estava dins les muralles, tanmateix, des del punt de vista administratiu, i des d'antic, els districtes a l'extraradi de Strood Intra, a la riba oest, i Chatham Intra més les tres parròquies de la riba est, formaven part de la seva geografia.

## Clima
Rochester té un clima oceànic semblant al de les altres ciutats del sud d'Anglaterra.
L'estació meteorològica més propera està a la veïna Gravesend, on el 10 d'agost del 2003, es van enregistrar les temperatures més altes del Regne Unit, 38.1 °C.

## Festes tradicionals
Des del 1980 s'ha recuperat la tradicional festa del Jack-in-the-Green, un celebració de la primavera en què es fa la dansa dels escura-xemeneies. L'escriptor Charles Dickens la va descriure en un dels seus llibres. La festa comença amb la despertada de Jack i es fa una desfilada pel carrer major. Les activitats es realitzen durant el pont de l'1 de maig.
Hi ha dues festes tradicionals més a Rochester, una al desembre i l'altra al juny, les dues relacionades amb Charles Dickens.
- La festa dels escura-xemeneies.
- Gent disfressada en el festival Dickens de juny.